# Wuchtgeschoss
Ein Wuchtgeschoss ist eine Munition, die allein die kinetische Energie (KE) ihres Projektils nutzt, um die Zieloberfläche wie beispielsweise eine Panzerung zu durchdringen. Im Geschoss selbst wird deswegen auf Sprengstoff und Zünder verzichtet.
Weitere gebräuchliche Bezeichnungen für Wuchtgeschosse sind im militärischen Bereich Panzergranate (PzGr), KE-Geschoss und aufgrund der Geschossform Pfeilwuchtgeschoss. Auch der Begriff KE-Penetrator ist für das Projektil, aufgrund der Wirkungsweise und in Anlehnung an den gängigen englischen Begriff (kinetic energy weapon) abgeleitet, gebräuchlich (vom lateinischen penetrare = eindringen, durchdringen).

## Begriffserklärung und Verwendung
Auch wenn der Begriff Wuchtgeschoss prinzipiell auf viele andere Geschosse wie Pistolen- oder Gewehrprojektile oder sogar Armbrustbolzen und Luftgewehrprojektile zutrifft, wird er praktisch ausschließlich für panzerbrechende Geschosse für militärische Anwendungen verwendet.
Militärische Wuchtgeschosse werden heute praktisch weltweit von allen Armeen zum Zerstören von mittel- bis starkgepanzerten Zielen eingesetzt. Sie werden in erster Linie verwendet, um Kampfpanzer, Schützenpanzer oder Bunker zu bekämpfen. Aufgrund der Veränderung der Kriegsführung, weg vom direkten Feuerkampf zwischen Kampfpanzern, hin zur asymmetrischen Kriegsführung, haben sie allerdings heute etwas von ihrer zentralen und herausragenden Rolle in der militärischen Ausrüstung verloren.

## Aufbau und Wirkung

### Material
Das eigentliche Geschoss besteht dabei aus Metall, einer gegebenenfalls gehärteten Legierung oder einer Keramik, jeweils von möglichst großer Dichte. Durch die große Dichte und Härte wird der Großteil der kinetischen Energie (Wucht) zum Durchdringen der Panzerung aufgewendet. Für Wuchtgeschosse wird heute u. a. Wolframcarbid und für Geschosse vom Typ APFSDS (s. u.) in der Regel eine gesinterte Wolfram-Schwermetall-Legierung oder abgereichertes Uran (engl. DU = depleted uranium) verwendet, wodurch letztere oft als Uranmunition bezeichnet werden.

### Wirkprinzip
Das Projektil verdrängt durch die Konzentration seiner hohen kinetische Energie auf eine relativ geringe Fläche beim Auftreffen das Material der Panzerung, das aufgrund seiner Trägheit nicht mit elastischer oder plastischer Verformung reagieren kann, um so die Energie zu absorbieren. Das Wirk- und Eindringprinzip ist dabei vergleichbar mit einem Druckluftnagler, der große kinetische Energie auf der sehr kleinen Nagelspitze konzentriert.
Beim Eindringen in die Panzerung wird die kinetische Energie teilweise in Druck und damit auch hohe Temperatur umgesetzt. Beim Durchdringen der Panzerung entsteht durch die starke Reibung des Penetrators mit den Panzerplatten ein „Splitterregen“ brennenden Materials, das mit dem Penetrator mit sehr hoher Geschwindigkeit nach innen schießt.
Die Wirkung im Ziel beruht dabei auf dem Zersplittern der Panzerung und des Projektils auf der Rückseite der durchdrungenen Zielfläche sowie aus dem Hineinschießen des geschmolzenen Materials und pyrophoren Partikeln von Panzerung und Penetrator, die annähernd eine explosive Wirkung besitzen. Dabei wird die Besatzung verwundet oder getötet, das Ziel durch die Splitterwirkung und Feuer innen stark beschädigt und häufig zusätzlich durch Sekundärschäden wie ein Entzünden von Kraftstoff oder die Explosion der im Ziel vorhandenen Munition zerstört.
Bei der Ausführung als unterkalibrige Munition hat das eigentliche Projektil – der sogenannte „Penetrator“ – die Form eines Pfeils und wird mit einem Treibkäfig (engl. sabot) im Geschützrohr geführt. Der Treibkäfig, der normalerweise aus Kunststoff besteht, dient der Kaliberanpassung sowie der Abdichtung der Kanone und fällt unmittelbar beim Verlassen der Rohrmündung durch den hohen Luftwiderstand ab. Derartige Munition wird meist Treibspiegel- oder Treibkäfigmunition genannt oder trägt die Abkürzung DS (engl. discarding sabot) in der Kurzbezeichnung.
Auch moderne Verbundpanzerungen, beispielsweise die Chobham-Panzerung, Mexas, oder Reaktivpanzerung bieten gegenüber den neuesten Wuchtgeschossen aus großkalibrigen Panzerkanonen nur bedingten Schutz, insbesondere bei weniger als etwa einem Kilometer Schussentfernung.

### Entstehung
Die ersten Wuchtgeschosse aus Wolfram wurden bereits von der deutschen Wehrmacht mit Beginn des Zweiten Weltkriegs verwendet (Bezeichnung: „Panzergranate ROT“ oder Panzergranate 40). Frühe als Wuchtgeschosse ausgeführte Munitionssorten waren noch Vollkalibergeschosse. Die Rohre verfügten über einen Drall mit Zügen und Feldern, was die Projektile zur Stabilisierung in Längsrotation versetzte. Heutige Wuchtgeschosse größerer Kaliber, die beim Kampfpanzer normalerweise aus Glattrohrkanonen verschossen werden, sind unterkalibrig und werden zur Stabilisierung mit Finnen oder Leitwerken versehen.

## Typen panzerbrechender Wuchtgeschosse
Da es in der deutschen Sprache kaum eindeutige Bezeichnungen für die unterschiedlichen Arten von Wuchtgeschossen gibt, wird die nachfolgende Übersicht nach den gängigen englischen Abkürzungen strukturiert:

### AP
Die Bezeichnung AP steht für armor-piercing (panzerbrechend) und stellt die erste Generation panzerbrechender Geschosse dar. AP steht aber auch grundsätzlich für panzerbrechende Munition. Dabei bestanden die Geschosse aus einem Material mit sehr hoher Dichte wie Wolfram und durchschlugen die Panzerungen auf Grund der kinetischen Energie, die sie beim Auftreffen auf das Ziel abgaben. AP-Geschosse hatten allerdings Grenzen in ihrer Wirkung, da durch die schlechte aerodynamische Form der Luftwiderstand erhöht und so die Geschwindigkeit am Ziel herabgesetzt wurde. Das Problem der AP-Munition ist der Initialschock, der auf das harte und damit meist spröde Geschoss wirkt. Dies führte häufig zu einem Zersplittern des Projektils an der Außenseite der Panzerung. Um dieses Problem zu lösen, wurde die APC entwickelt.

### API
Die Abkürzung API (auch AP-I geschrieben) steht für Armor Piercing, Incendiary. Hierbei wird dem AP-Geschoss ein entzündlicher Stoff (zum Beispiel Zirconium) zugesetzt, um einen zusätzlichen Brandeffekt nach dem Durchdringen der Panzerung zu erzeugen. Dies soll die Zerstörungswahrscheinlichkeit bei einem Treffer durch entzündeten Treibstoff, einen Cook off der gelagerten Munition oder durch anderweitige Brand- und Raucheinwirkung erhöhen. Dieser Typ wird besonders von klein- bis mittelkalibrigen Waffen gegen leicht gepanzerte Ziele verschossen.

### APC
APC steht für Armor Piercing, Capped (panzerbrechend, mit Kappe). Hier wurde die Spitze des Penetrators mit einer Kappe aus weicherem Material versehen, die den Aufprallschock dämpft, den eigentlichen Wirkkörper vor dem Zersplittern schützt und gleichzeitig das Abprallen von der Panzerung bei einem flachen Aufprallwinkel verhindern soll. Er trifft dann erst nach der Verformung der Kappe auf die Panzerung, um sie zu durchdringen. Bei der Verformung der Kappe und unterstützt durch den Drall wurde das Geschoss auch gedreht und der Aufprallwinkel vergrößert, so dass die Stärke der zu durchdringenden Panzerung durch den größeren Winkel verringert wurde. Diese Kappe verbesserte zwar das Eindringverhalten des Projektils, hatte aber durch die Optimierung der Form auf die Dämpfung des Aufprallschocks aerodynamische Nachteile, wodurch das Geschoss während des Fluges instabil wurde. Durch die Dämpfung verringert sich damit die Eindringgeschwindigkeit des Wirkkörpers und die Durchschlagskraft wurde herabgesetzt.

### APBC
Dem Umstand der ungünstigen Aerodynamik der AP begegnete man zuerst durch Verwendung einer weiteren Ummantelung, der ballistischen Haube. Sie wurde aus weichem Metall gefertigt und diente rein der Optimierung der Ballistik. Diese Haube verformte oder zerlegte sich beim Aufprall auf ein Ziel und das Geschoss folgte dann dem Wirkprinzip der AP. APBC bedeutet Armour Piercing Ballistic Cap (panzerbrechend, mit ballistischer Haube).

### APCBC

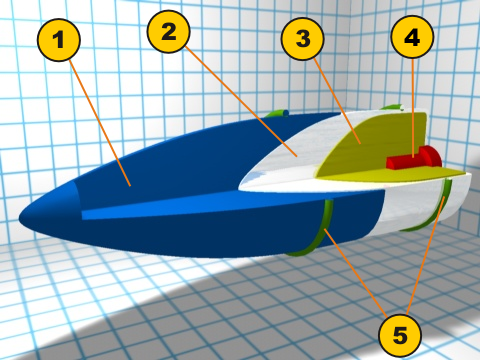
APCBC:
1. ballistische Haube aus Weicheisen
2. panzerbrechender Stahl-Penetrator
3. Sprengladung
4. Bodenzünder (mit Zeitverzögerung, explodiert nach Durchschlag der Panzerung innerhalb des Ziels)
5. Führungsringe

Nachdem weder die APC noch die APBC sich als ideal herausgestellt hatten, wurde deren Aufbau in einer neuen Munitionsart kombiniert. So entstand die APCBC (Armour Piercing Capped Ballistic Cap, panzerbrechend, mit Kappe und ballistischer Haube).
Die im Zweiten Weltkrieg weit verbreitete deutsche Panzergranate 39 war ein Beispiel für eine APCBC. Allerdings ist sie eine Mischform der APCBC, da ein Wuchtgeschoss mit einer geringen Ladung Sprengstoff versehen wurde, die das Geschoss nach dem Durchschlagen der Oberfläche zur Explosion bringen sollte, und war darüber hinaus mit einem pyrotechnischen Satz (Leuchtspur) versehen. Die Klassifizierung wäre nach heutiger Nomenklatur APCBC-HE-T (Armour Piercing Capped Ballistic Cap-High Explosive-Tracer).

### APCR
APCR (Armour Piercing, Composite Rigid), auch HVAP (High Velocity Armour Piercing), Hartkernmunition oder Hartkerngeschoss, wurden 1940 für die 37-mm-Kanone des deutschen Panzerkampfwagen III entwickelt und gegen Mitte des Zweiten Weltkriegs auch von der US-amerikanischen Armee eingesetzt, um den neuen deutschen Panzertypen wie Panzer V Panther und Panzer VI Tiger zu begegnen, deren starke Panzerungen sich mit herkömmlichen, bisher verwendeten AP- oder APC-Geschossen nicht mehr durchschlagen ließen. APCR-Geschosse verfügten im Inneren des Geschosses über einen weiteren, noch härteren Kern, der kleiner als das verwendete Kaliber war und auch die Panzerungen der neuen deutschen Panzer durchschlagen konnte.
Dieser Munitionstyp wird auch in Langwaffen verwendet, etwa militärischen Sturmgewehren und Scharfschützengewehren, wenn materialschädigende Wirkung benötigt wird, etwa um Motoren von Fahrzeugen außer Betrieb zu setzen, oder wenn Gegner mit Körperpanzerungen zu bekämpfen sind.

### APCNR
APCNR (Armour Piercing, Composite Non-Rigid) sind im Aufbau mit den APCR sehr ähnlich, nur werden sie aus konifizierten (zur Mündung hin abnehmendes Kaliber) Geschützrohren verschossen. Die beiden Möglichkeiten für die Konifizierung waren zum einen, das Rohr selbst zu konifizieren, zum anderen nur an der Mündung durch eine Art Aufsatz eine Verjüngung zu erreichen. Das Vollkalibergeschoss verlässt dann die Mündung in einem kleineren Durchmesser als ursprünglich, ist also unterkalibrig und erreicht durch das Einschnüren des Geschosses eine sehr stabile Flugbahn und Geschossgeschwindigkeit. Die APCNR konnte sich aber aufgrund ihrer Komplexität und des hohen Rohrverschleißes nicht dauerhaft durchsetzen. Der Nachfolger der APCNR wurde die APDS-Munition.

### APDS
APDS-Munition (Armor Piercing, Discarding Sabot) ist drallstabilisiert und wird unter anderem bei älteren Zugrohrkanonen (zum Beispiel der L7) oder bei Waffen mittleren Kalibers wie schweren Maschinengewehren und Maschinenkanonen verwendet. Es handelt sich um ein AP-Geschoss mit Treibkäfig. Durch das unterkalibrige Geschoss ist die Flugbahn stabiler und die Geschwindigkeit höher. Ein Beispiel ist die „20 mm APDS-DU“ (APDS–Depleted Uranium). Die Munition wurde kurz vor dem Zweiten Weltkrieg in Frankreich durch die Firma Brandt entwickelt.

### FAPDS
Die zerbrechliche panzerbrechende Treibkäfigmunition (Frangible Armour Piercing Discarding Sabot) ist eine Weiterentwicklung der APDS. Sie zerfällt während der Penetration der Panzerungsschichten in immer mehr und immer kleinere Teile. Dies hat einen ähnlichen Effekt, wie ihn eine innerhalb der Panzerung abgefeuerte Schrotladung hätte: Ein bloßes Durchschießen des Zielobjekts wird vermieden und durch die kaskadierende Zerstörung werden Verluste und Schäden vergrößert.

### APFSDS
Da drallstabilisierten Geschossen hinsichtlich der Mündungsgeschwindigkeit und Länge und somit auch in der Durchschlagskraft Grenzen gesetzt sind, wurden die panzerbrechenden, flügelstabilisierten Treibkäfiggeschosse entwickelt (APFSDS für Armor Piercing Fin-Stabilized Discarding Sabot). Sie stellen heute den letzten Entwicklungsstand von im Militär eingeführten großkalibrigen Wuchtgeschossen dar.
Die heute üblichen Geschosse werden normalerweise aus glatten Geschützrohren ohne Mündungsbremse verschossen und bestehen aus einem leichten Mantel – dem Treibkäfig – und einem dünnen, spitzen, schweren Metallpfeil (Flechette) – dem Penetrator. Er wird mit Flossen oder Finnen stabilisiert. Der Durchmesser des Penetrators ist dabei deutlich kleiner als das Kaliber der Kanone, das heißt, es handelt sich dabei um ein Unterkalibergeschoss. Das Geschoss hat eine hohe Querschnittsbelastung, was dessen Durchschlagskraft erhöht.
Diese Munitionsart ist heute bei Kampfpanzern normalerweise als hülsenlose Munition konzipiert mit einer Treibladung hauptsächlich aus Nitrozellulose.
Die Mündungsgeschwindigkeit moderner APFSDS-Projektile beträgt zwischen 1400 und 1800 Meter pro Sekunde (m/s), das heißt teilweise mehr als fünffache Schallgeschwindigkeit. Ein Beispiel für ein derartiges Geschoss ist die DM53, die heute im Leopard 2 vom deutschen Heer eingesetzt wird. Sie erreicht in Kombination mit der 120-mm-Glattrohrkanone L/55 von Rheinmetall eine Mündungsgeschwindigkeit von bis zu 1750 m/s. Laut Angaben der Bundeswehr kann damit eine Durchschlagsleistung von 810 mm Panzerstahl (nach RHA) auf eine Entfernung von 2000 m erreicht werden. Genaue Angaben über die Durchschlagsfähigkeit und Mündungsgeschwindigkeit werden oft nicht bekannt gegeben.

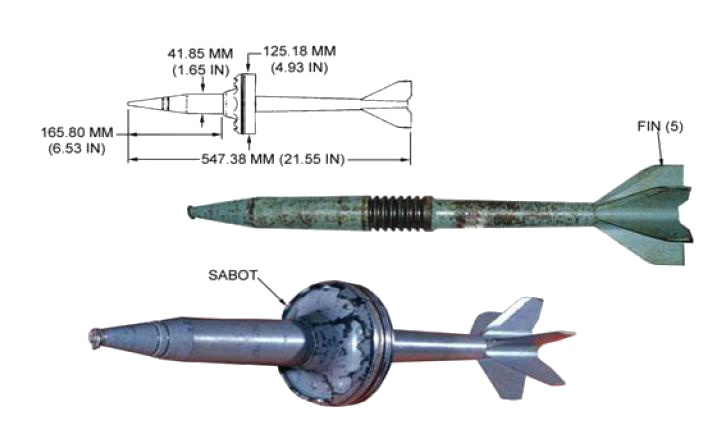
Flechette mit und ohne Treibkäfig
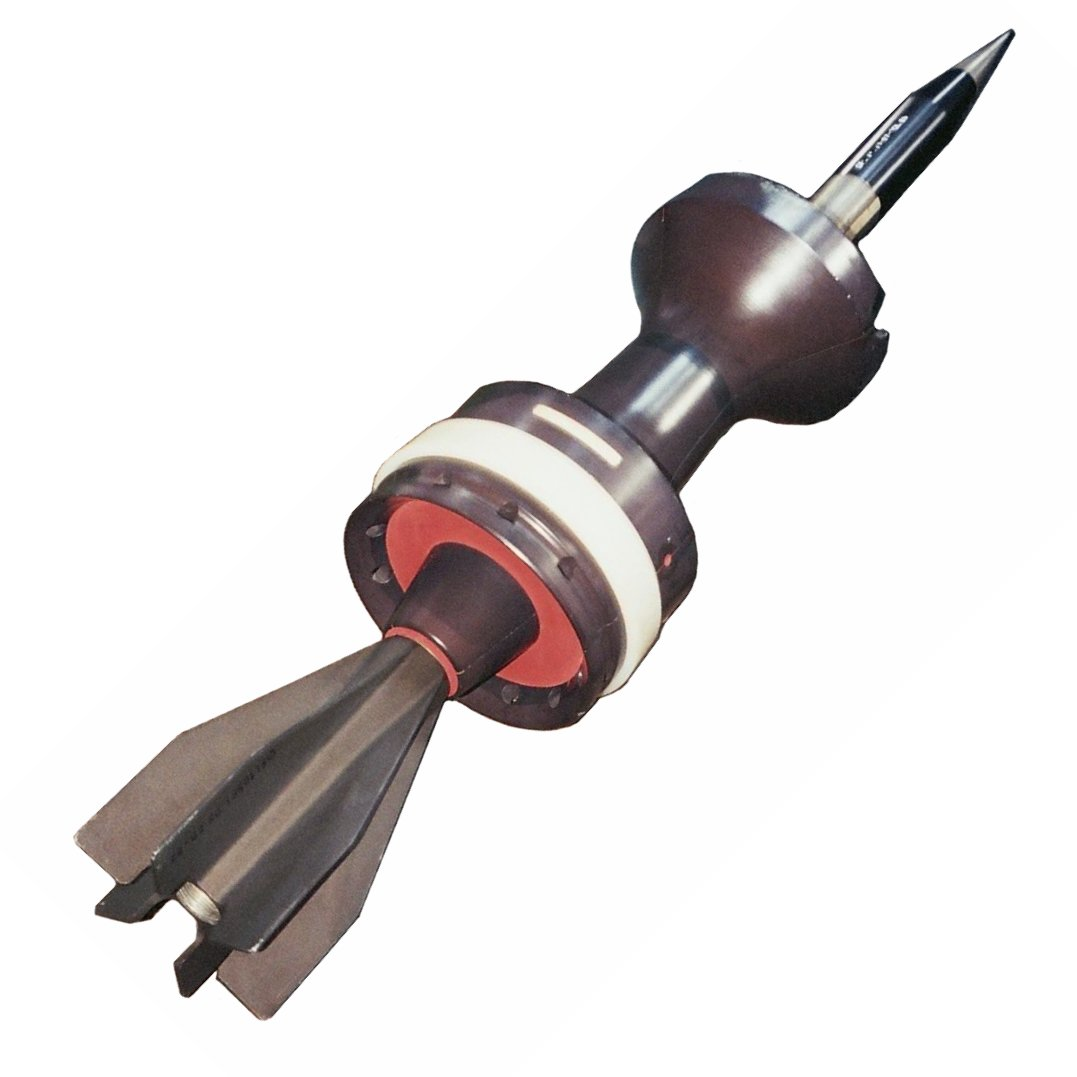
APFSDS(-T) französischer Herkunft
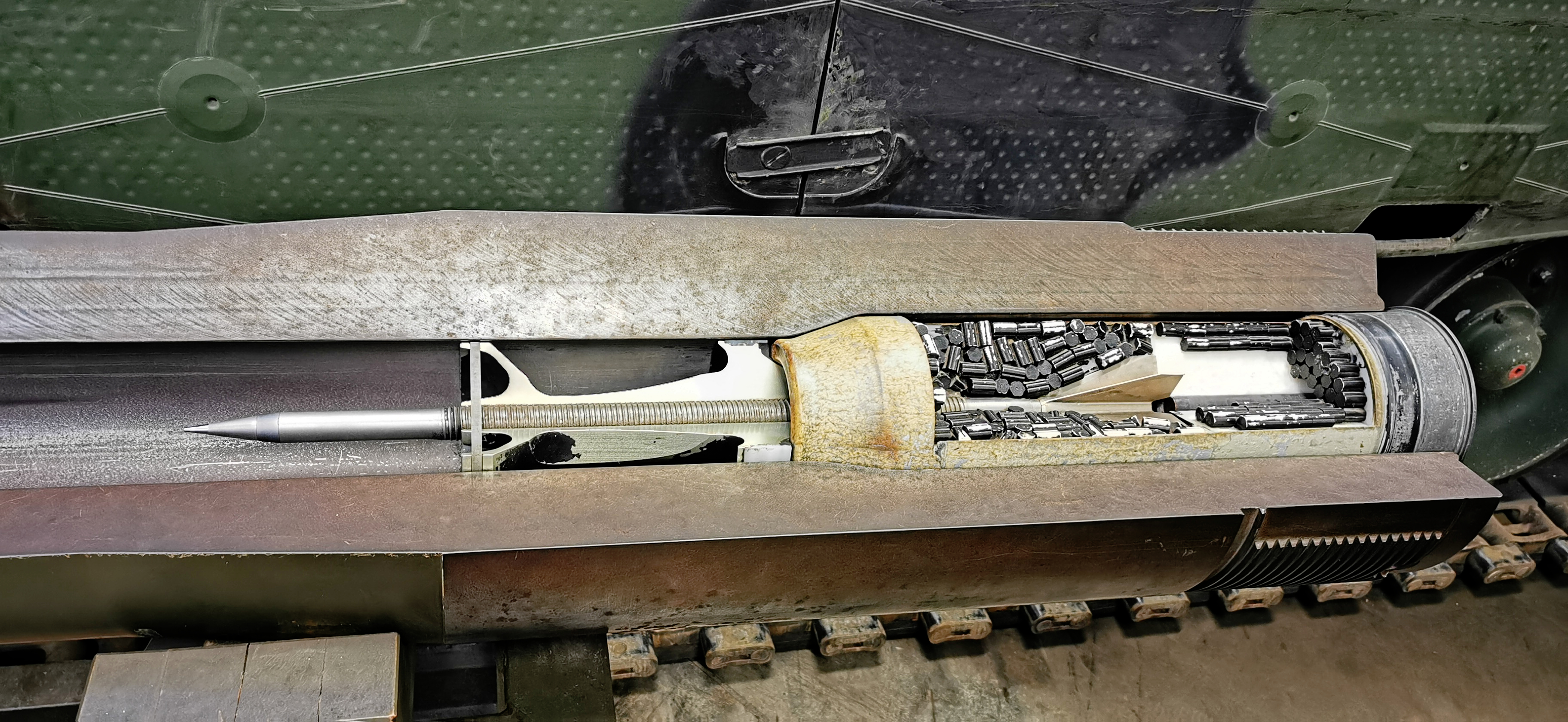
Schnittdarstellung eines APFSDS-Geschosses in einer Rh120
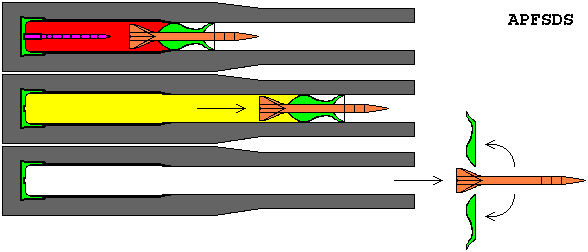
Abschussphasen einer APFSDS
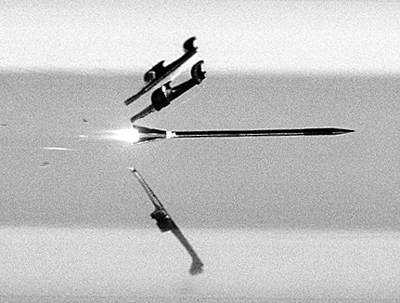
APFSDS, der Treibkäfig löst sich kurz nach dem Verlassen des Rohres ab
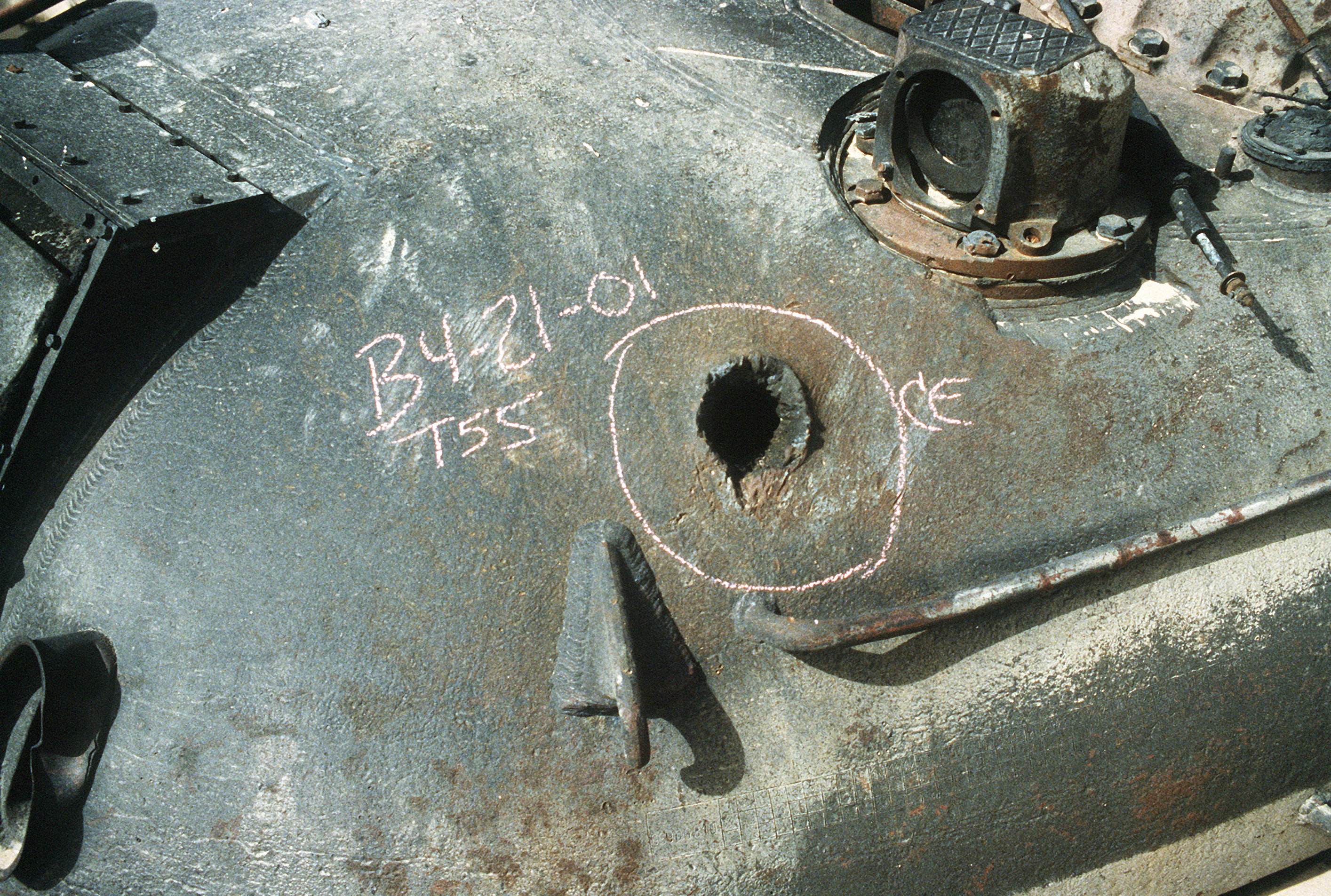
Geschützturm eines T-55 nach Beschuss mit einem APFSDS-Geschoss

## Übersicht über Geschossenergie und Durchschlagsleistung

### Veranschaulichung der kinetischen Energie
Eine Lokomotive mit einer Masse von 50 Tonnen und einer Geschwindigkeit von 80 km/h (22,2 m/s) besitzt eine kinetische Energie von rund 12,3 Megajoule (MJ).
Die 2005 in der Bundeswehr eingeführte panzerbrechende Wuchtmunition DM 63 mit einem Kern aus Wolfram-Schwermetall, die aus einer 120-mm-Glattrohrkanone L/55 abgefeuert wird, erreicht bei einer Mündungsgeschwindigkeit von 1750 m/s und einer gegenüber der Vorgängerausführung erhöhten Penetratormasse (rund 8,5 kg) ungefähr 13 MJ an der Mündung.

### APFSDS-Durchschlagsleistung
| Munitionstyp            | Entwicklungsjahr           | Entwicklungsland       | Penetrator          | Durchschlagskraft (mm RHA) | Winkel (in°) | Entfernung (in m) |
| ----------------------- | -------------------------- | ---------------------- | ------------------- | -------------------------- | ------------ | ----------------- |
| 115 mm 3BM-3            | 1961                       | Sowjetunion            | Stahl               | 300                        | 0            | 1000              |
| 105 mm L64A4            | 1978                       | Vereinigtes Königreich | Wolframkarbid       | 250                        | 0            | 1000              |
| 105 mm M111             | Ende der siebziger Jahre   | Israel                 | Wolframkarbid       | 360                        | 0            | 2000              |
| 105 mm M774             | 1979                       | Vereinigte Staaten     | abgereichertes Uran | 385                        | 0            | 2000              |
| 120 mm DM 13            | 1979                       | Deutschland            | Wolframlegierung    | 230                        | 0            | 2200              |
| 120 mm M827             | 1979                       | Vereinigte Staaten     | Wolframkarbid       | 520                        | 0            | 1000              |
| 105 mm OLF105F1         | 1981                       | Frankreich             | Wolframkarbid       | 420                        | 0            | 2000              |
| 105 mm M833             | 1983                       | Vereinigte Staaten     | Wolframkarbid       | 480                        | 0            | 1000              |
| 120 mm DM 23            | 1985                       | Deutschland            | Wolframlegierung    | 480                        | 0            | 1000              |
| 120 mm M829             | 1985                       | Vereinigte Staaten     | abgereichertes Uran | 540                        | 0            | 1000              |
| 125 mm 3BM32 „Want“     | 1987                       | Sowjetunion            | abgereichertes Uran | 500                        | 0            | 1000              |
| 105 mm OLF105E2         | 1988                       | Frankreich             | abgereichertes Uran | 540                        | 0            | 2000              |
| 120 mm DM 23A1          | 1988                       | Deutschland            | Wolframlegierung    | 540                        | 0            | 1000              |
| 125 mm 3BM42 „Mango“    | 1988                       | Sowjetunion            | Wolframkarbid       | 440                        | 0            | 1000              |
| 120 mm M829A1           | 1989                       | Vereinigte Staaten     | abgereichertes Uran | 700                        | 0            | 1000              |
| 125 mm 3BM48 „Swinez“   | 1991                       | Sowjetunion            | abgereichertes Uran | 600                        | 0            | 1000              |
| 120 mm M829A2           | 1992                       | Vereinigte Staaten     | abgereichertes Uran | 740                        | 0            | 1000              |
| 120 mm CHARM1           | 1994                       | Vereinigtes Königreich | abgereichertes Uran | 540                        | 0            | 1000              |
| 120 mm OLF120G1         | Anfang der neunziger Jahre | Frankreich             | Wolframkarbid       | 540                        | 0            | 1000              |
| 120 mm DM 43            | 1995                       | Deutschland            | Wolframlegierung    | 640                        | 0            | 1000              |
| 120 mm CHARM3           | 1999                       | Vereinigtes Königreich | abgereichertes Uran | 740                        | 0            | 1000              |
| 120 mm DM 53            | 2000                       | Deutschland            | Wolframlegierung    | 600–640                    | 0            | 1000              |
| 125 mm 3BM59 „Swinez“-1 | 2002                       | Russland               | abgereichertes Uran | 740                        | 0            | 1000              |
| 125 mm 3BM60 „Swinez“-2 | 2002                       | Russland               | Wolframkarbid       | 640–660                    | 0            | 1000              |
| 120 mm DM 63            | 2004?                      | Deutschland            | Wolframlegierung    | 750                        | 0            | 1000              |
| 120 mm M829A3           | 2003                       | Vereinigte Staaten     | abgereichertes Uran | 800                        | 0            | 1000              |
| 125 mm 3BM69 „Wakuum“-1 | 2005                       | Russland               | abgereichertes Uran | 900                        | 0            | 1000              |
| 125 mm 3BM70 „Wakuum“-2 | 2005                       | Russland               | Wolframkarbid       | 800                        | 0            | 1000              |

## Geeignete Beschleuniger
Im Einsatz werden Wuchtgeschosse durch konventionelle Treibladungen in Kanonen beschleunigt. Prinzipiell wären auch Railguns und zweistufige Leichtgaskanonen zum Abschuss von Wuchtgeschossen geeignet. Damit könnte eine noch höhere Geschwindigkeit und damit kinetische Energie erreicht werden. Derartige Beschleuniger werden allerdings bisher nur in der Forschung eingesetzt; es existieren keine einsatzfähigen Waffensysteme.

## Schutzmaßnahmen
Es existierten bisher keine wirkungsvollen Schutzmaßnahmen gegen moderne großkalibrige Hochleistungswuchtgeschosse. Selbst modernste Panzerungen wurden bei Kampfentfernungen von mehreren Kilometern immer noch durchschlagen. Ob durch die Weiterentwicklung der russischen Kampfpanzer T-80, T-90 und T-14 dieses Prinzip noch Gültigkeit besitzt, ist auf Grund der Geheimhaltung offen.
Durch die Entwicklung neuer panzerbrechender Munitionsarten und Beschleunigerkonzepte auf der einen Seite und moderner Panzerungskonzepte in Verbindung mit abstandsaktiven Schutzmaßnahmen – insbesondere die sogenannten „Hardkill-Systeme“ auf der anderen Seite – spitzt sich der „Wettbewerb“ wieder zu. Ob gerade die Hardkill-Systeme in der Lage sein werden, derartige Geschosse in ihrer Wirkung zu beeinträchtigen, den Treffer zu verhindern oder den anfliegenden Penetrator zu zerstören, hat die Praxis im Einsatz bisher noch nicht gezeigt.
Es gibt viele Entwicklungen in diese Richtung, davon zielen nahezu alle auf ein Hardkill-System ab, welches den Penetrator mit abgeschossenen Sprengladungen bekämpft. Da sich der Penetrator nicht vollständig zerstören, sondern lediglich destabilisieren oder zersplittern lässt, bleibt immer eine Restenergie vorhanden, die von der Panzerung absorbiert werden muss.